# Aleksandr Kokko
Aleksandr Kokko (Leningrad, 4 juni 1987) is een Fins profvoetballer van Russische afkomst, die als aanvaller voetbalt. Hij is half Inger-Fins en emigreerde naar Finland toen hij tien jaar was.
Kokko debuteerde op 17-jarige leeftijd in het eerste van FC Jazz in 2004. Hij voetbalde daarna voor FC PoPa en FC Hämeenlinna, waarna hij in 2007 bij FC Honka terecht kwam.
Op 10 januari 2016 debuteerde Kokko in het Finse voetbalelftal in de vriendschappelijk uitwedstrijd tegen Zweden (3-0 verlies). In de 63ste minuut verving hij Teemu Pukki in de spits.

## Erelijst
RoPS Rovaniemi
- Topscorer 2012, Ykkonen (15 goals)
- Topscorer 2015, Veikkausliiga (17 goals)

 FC Honka
- Topscorer 2008, Veikkausliiga (13 goals)